# محمد زهرایی
محمد زهرایی (زادهٔ ۱۳۲۸ در فاروج، استان خراسان شمالی، بزرگ‌شده در مشهد - درگذشتهٔ ۲۷ مرداد ۱۳۹۲ تهران) ناشر و ویراستار ایرانی بود. او مدیر انتشارات نیل و نشر کارنامه و از ناشران خلاق و صاحب‌سبک بود.

## زندگی و فعالیت‌ها
محمد زهرایی، در سال ۱۳۲۸ در فاروج خراسان شمالی به‌دنیا آمد. او کار نشر و کتاب را از جزئی‌ترین امور چاپ و نشر شروع کرد. ابتدا کتاب‌فروشی کوچکی در خیابان سعدی مشهد راه‌اندازی کرد که پاتوق اهل کتاب و روشن‌فکران آن دوره، از جمله علی شریعتی بود. او دستگیر و به زندان افتاد و پس از آن به تهران آمد.
محمد زهرایی کار نشر را با انتشارات گوتنبرگ شروع کرد و سپس به انتشارات فرانکلین زیر نظر همایون صنعتی‌زاده پیوست و در سال‌های میانیِ دههٔ ۱۳۵۰ با همکاری دو ناشر دیگر، انتشارات نیل را بازگشایی کرد و در شکل‌دهی و بالاندن انتشارات نیل نقش به‌سزایی داشت. برخی از رمان‌های شاخص جهان، از جمله دن کیشوت، با ترجمهٔ محمد قاضی، یا آثار نویسندگانی چون م.ا. به‌آذین، احمد شاملو و دیگران، حاصل همکاری زهرایی با این افراد در انتشارات نیل بود.
پس از انقلاب، به‌دلیل گرایش‌های سیاسی‌ای که داشت، مدتی به زندان افتاد و تا سال‌ها اجازه فعالیت نداشت، تا اینکه مجوز نشر کارنامه را به‌نام همسرش دریافت کرد و توانست از اوایل دهه هفتاد، ایده‌هایش در عرصه نشر را در قالب انتشارات کارنامه عملی کند. محمد زهرایی از سال‌های ابتداییِ دههٔ ۱۳۷۰ نشر کارنامه را راه‌اندازی کرد که حاصل آن برخی از شاخص‌ترین کتاب‌های تاریخ نشر به‌شمار می‌رود. حافظ به سعی سایه تألیف هوشنگ ابتهاج، خواب آشفتهٔ نفت و شرح فصوص‌الحکم هر دو تألیف دکتر محمدعلی موحد و قبلهٔ عالم، ناصرالدین شاه قاجار و پادشاهی ایران نوشتهٔ عباس امانت از مهم‌ترین کتاب‌های نشر کارنامه با مدیریت او بود. اما شاید مشهورترین کتاب نشر کارنامه کتاب مستطاب آشپزی، از سیر تا پیاز نوشتهٔ نجف دریابندری با همکاری همسرش فهیمه راستکار باشد. این کتابِ ممتاز آشپزیِ دوجلدی به فاصله‌ای کوتاه، به مهم‌ترین کتاب آشپزی ایران تبدیل شد و با وجود قیمت بالایش، نزدیک‌به ۳۰ بار تجدید چاپ شده‌است.
او بنیان‌گذار مراکز پخش کتاب «گلپخش» و «بانک کتاب» در سال‌های میانیِ دههٔ ۱۳۶۰ بود که پدر معنوی و الگوی پخش‌های مدرن کنونی ایران است. بعدها به اصرار و حضور مؤثر او، مؤسسه «پکا» (پخش و توسعه کتاب ایرانی)، که پایه و الگوی مولتی‌استورهای کنونی ایران است، در اوایل دههٔ ۱۳۷۰ و با حضور تعداد بسیاری از ناشران شکل گرفت. گرچه پکا در نهایت ادامه نیافت، ولی ایدهٔ آن در نشرهای خانوادگی ایران تأثیری بسزا و مؤثر گذاشت.
محمد زهرایی همچنین مدیریت کتابفروشی شهر کتاب، شعبهٔ نیاوران، را برعهده داشت که یکی از محبوب‌ترین و مؤثرترین کتابفروشی‌های تهران و ایران برای کتاب‌دوستان است.
ایده‌ها و نظرات مشتری‌مدار و پیشرو محمد زهرایی به‌طور مؤثری چهرهٔ کتاب، محصولات فرهنگی، و فروشگاه‌های فرهنگی ایران به‌خصوص «شهر کتاب‌ها» را تغییر داده‌است.
محمد زهرایی، که در میان نویسندگان و ناشران به وسواس خاص و دقت نظر برای انتشار کتاب مشهور بود را شاید تنها ناشری بتوان دانست که کتاب‌های انتشاراتیِ خود را تماماً می‌خواند و در ویرایش و پاکیزه‌سازی آن‌ها نقشی جدی و تعیین‌کننده داشت. رایزنی و گفت‌وگو با نویسندگان و مترجمان آثاری که خود انتشار می‌داد جزو ضروریات کاریِ او بود. فراهم‌کردن اسناد و کتاب‌های موردنیاز مؤلف و همکاری و همراهی مستمر با او نیز در زمرهٔ خصوصیات این ناشر باسابقه به‌شمار می‌رفت.

## درگذشت
محمد زهرایی سال‌ها از بیماری دیابت رنج می‌برد و چندین بار هم کارش به بیمارستان کشید. او ساعت ۱۱:۱۵ بامداد یکشنبه، ۲۷ مرداد ۱۳۹۲ در پی سکتهٔ قلبی، درحالی‌که پشت میز کار خود مشغول کار بر روی آخرین جلد خواب آشفته نفت بود، درگذشت.

## یادبود
در سال ۱۴۰۰ با تصویب شورای شهر تهران خیابان حمید واقع در منطقهٔ یک تهران به «خیابان محمد زهرایی» تغییر نام یافت.